# Lufthansa Regional

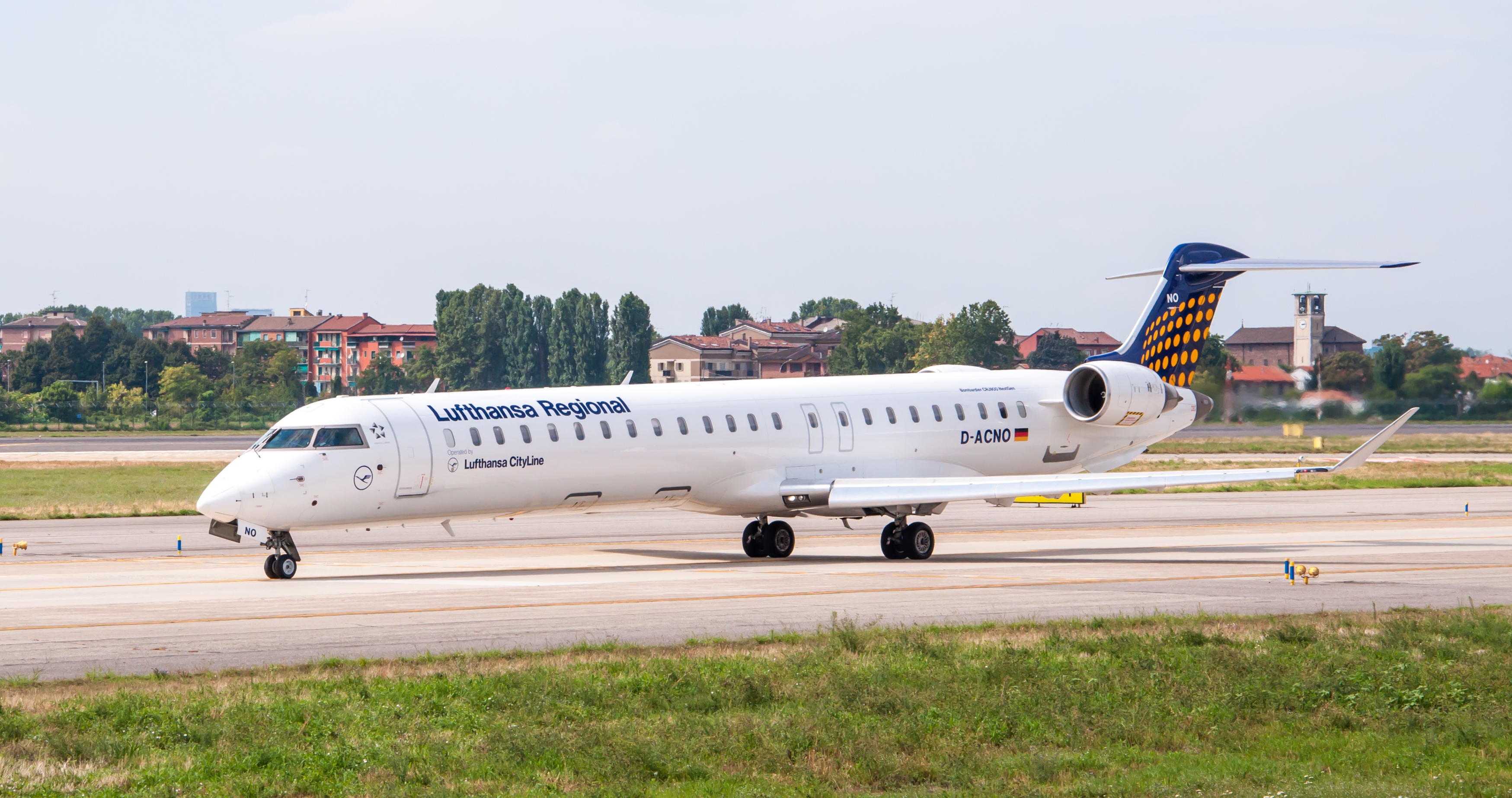
Un CRJ-900 di Lufthansa CityLine nella livrea Lufthansa Regional, nel 2015 a Linate

Lufthansa Regional è una entità che coordina le compagnie regionali del Gruppo Lufthansa. Essa trasporta 10,5 milioni di passeggeri l'anno e serve oltre 80 destinazioni con 178 rotte.
La divisione Lufthansa Regional è stata fondata nel 2004, a seguito della riorganizzazione nel Gruppo Lufthansa, della rete di compagnie regionali operanti sotto il brand della precedente entità Team Lufthansa.
Dal 2018, il marchio è stato gradualmente dismesso, sparendo dalle fusoliere man mano che veniva introdotta la nuova livrea Lufthansa, con molti voli ora operati direttamente sotto il nome Lufthansa (o delle affiliate).

## Partners

### Partners attuali
Lufthansa Regional coordina due compagnie:
- Air Dolomiti
- Lufthansa CityLine

### Partners precedenti
- Augsburg Airways: fine collaborazione dal 26 ottobre 2013 per mancato rinnovo del contratto, da quel giorno ha terminato le attività;[3]
- Contact Air: il 31 agosto 2012 è uscita a seguito del mancato rinnovo del contratto con Lufthansa. Successivamente, è stata acquistata da OLT Express Germany;[4]
- Eurowings: nel 2015 ha ricevuto altri incarichi all'interno del Gruppo.

## Flotta

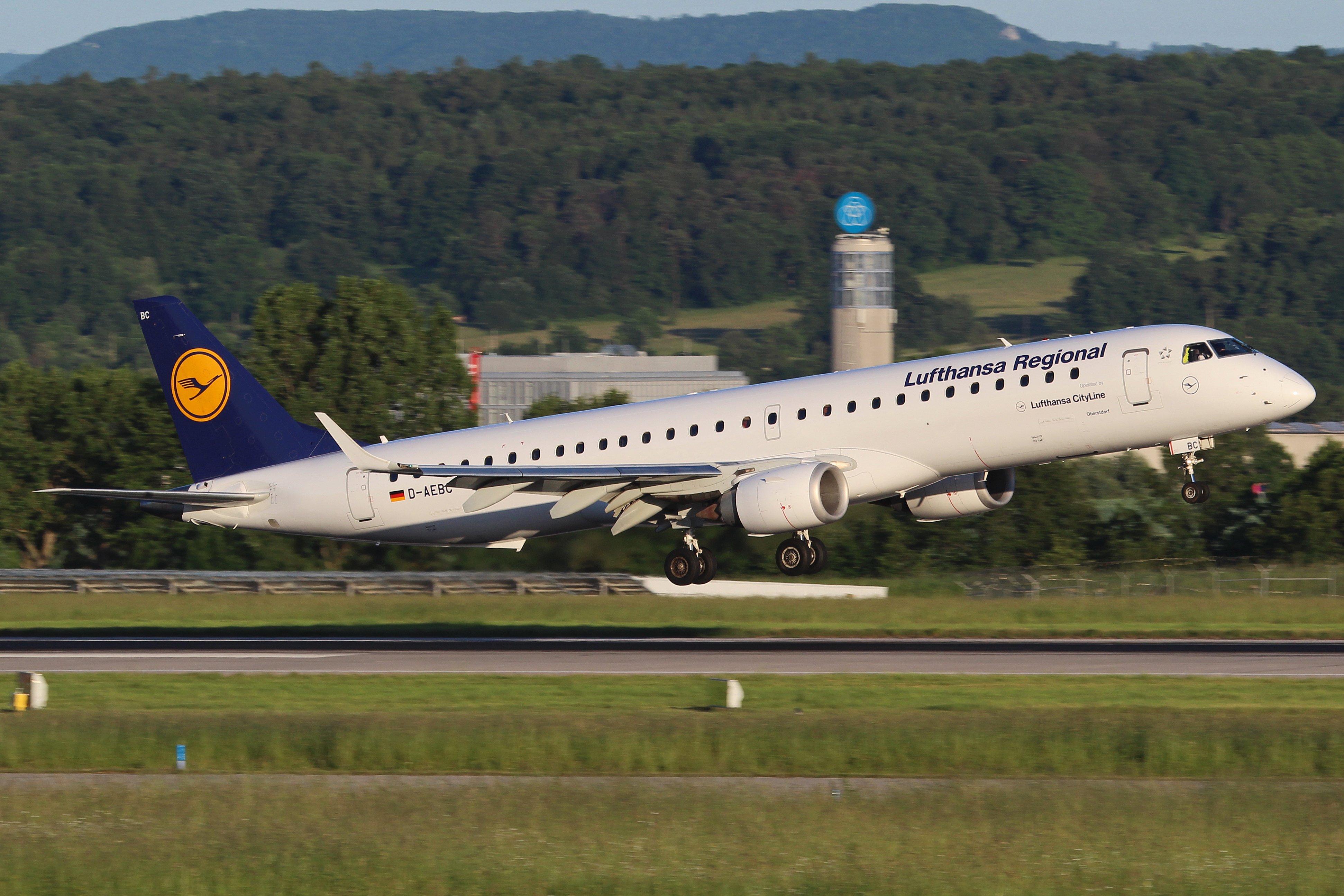
E195 di Lufthansa CityLine

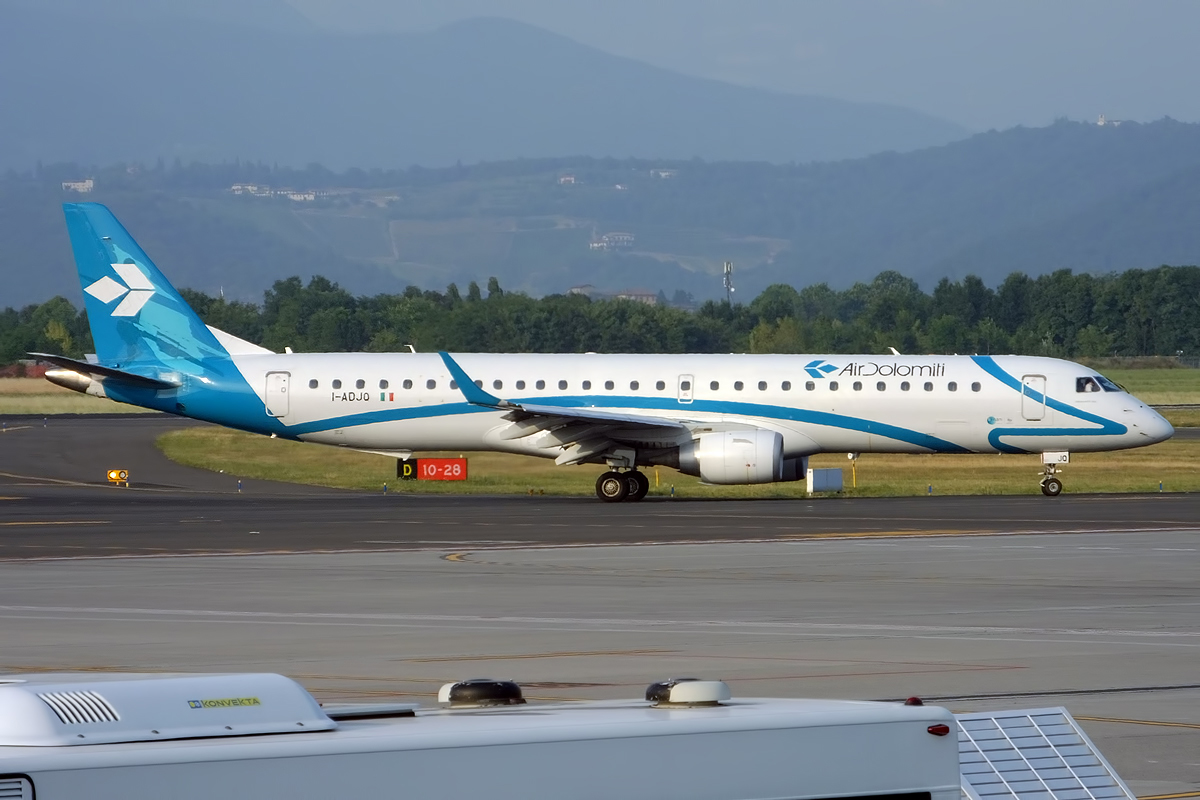
E-195 di Air Dolomiti

A maggio 2025 la flotta sotto il coordinamento di Lufthansa Regional risultava composta dai seguenti aeromobili: